# Hearts and Bones
Albums de Paul Simon
One-Trick Pony
(1980) Graceland
(1986)
Hearts and Bones est un album de Paul Simon sorti en 1983. 

## L'album
Alors que l'album devait être à l'origine un album de Simon and Garfunkel après leur reformation en 1981, les désaccords entre les deux artistes se ravivent. Les contributions de Garfunkel sont alors retirées de l'album et celui-ci devient le cinquième officiel de Paul Simon. L'album est un relatif échec commercial bien qu'il atteint la 3e place des charts norvégiens. Paul Simon ne retrouvera le succès qu'avec l'album suivant Graceland, composé à la suite d'un voyage en Afrique. Il fait partie des 1001 Albums You Must Hear Before You Die. 

### Titres
Tous les titres sont de Paul Simon à l'exception d'une minute du numéro 10 écrit par Philip Glass.
1. Allergies (4:37)
2. Hearts and Bones (5:37)
3. When Numbers Get Serious (3:25)
4. Think Too Much (b) (2:44)
5. Song About the Moon (4:07)
6. Think Too Much (a) (3:05)
7. Train in the Distance (5:11)
8. Rene and Georgette Magritte with Their Dog After the War (3:44)
9. Cars Are Cars (3:15)
10. The Late Great Johnny Ace (4:45)

### Musiciens
- Paul Simon : guitare, voix
- Rob Mounsey : synthétiseur, vocodeur
- The Harptones : voix
- Bernard Edwards : basse
- Nile Rodgers : guitare
- Airto Moreira : percussions
- Marin Alsop : violon
- Michael Boddicker : synthétiseur
- Wells Christy : synthétiseur, synclavier
- Tom Coppola : synthétiseur, synclavier
- Al Di Meola : guitare
- Gordon Edwards : basse
- Steve Ferrone : batterie
- Steve Gadd : batterie
- Eric Gale : guitare
- Anthony Jackson : contrebasse
- Jill Jaffe : viole
- Jesse Levy : violoncelle
- Michael Mainieri, Jr. : marimba, vibraphone, voix
- George Marge : clarinette
- Sid McGinnis : guitare
- Marcus Miller : basse
- David Nichtern : synclavier
- Jeff Porcaro : batterie
- Dean Parks : guitare
- Greg Phillinganes : piano, Fender Rhodes
- Michael Riesman : synthétiseur
- Mark Rivera : saxophone alto
- Robert Sabino : synthétiseur, piano
- Richard Tee : synthétiseur, piano, Fender Rhodes, voix
- Carol Wincenc : flute
- Frederick Zlotkin : violoncelle
- Peter Gordon : Cor d'harmonie
- Dave Matthews : Cor d'harmonie